# Déraillement de Livraga
 (février 2020).
Si vous disposez d'ouvrages ou d'articles de référence ou si vous connaissez des sites web de qualité traitant du thème abordé ici, merci de compléter l'article en donnant les références utiles à sa vérifiabilité et en les liant à la section « Notes et références ».
Le déraillement de Livraga est un accident ferroviaire survenu le 6 février 2020 à 5 h 34 heure locale sur la ligne à grande vitesse Milan - Bologne, à Livraga, en Italie. 2 personnes ont été tuées et 31 ont été blessées.

## Accident
Le train Frecciarossa 1000 a déraillé à Livraga à 5 h 34 heure locale (4 h 34 UTC) entre Milan et Salerne. Le train roulait à environ 300 km/h. La motrice et deux remorques ont déraillé, entrant en collision avec un wagon et un bâtiment. Parmi les 33 personnes présentes dans le train (28 passagers et 5 membres du personnel) les 2 conducteurs ont été tués et les 31 survivants ont été blessés. Un ensemble d'aiguillages avait été remplacé la veille de l'accident.
Les blessés ont été transportés dans des hôpitaux de Castel San Giovanni, Codogno, Crema, Crémone, Humanitas, Lodi, Melegnano, Piacenza et Pavie. 2 personnes ont été grièvement blessées. Les cheminots en Italie ont appelé à une grève de deux heures commençant à midi, le 7 février.

## Enquête
Une enquête sur l'accident a été ouverte par l'Agenzia Nazionale per la Sicurezza delle Ferrovie qui est chargée d'enquêter sur les accidents ferroviaires en Italie.